# Derechos de autor perpetuos
Los derechos de autor perpetuos, también conocidos como derechos de autor indefinidos, son un tipo de derechos de autor que destacan por tener una duración indefinida. Los derechos de autor perpetuos aparecen cuando un derecho de autor no tiene implantado un período de tiempo finito desde el principio o cuando este plazo finito original de un derecho de autor se extiende perpetuamente. La primera de estas dos posibles situaciones es muy poco común, debido a que las leyes de todos los países que tienen estatutos de derechos de autor establecen un límite preestablecido en su duración, normalmente apoyado o en la fecha de creación/publicación de la obra o bien en la fecha de muerte del creador. Sin embargo, en algunas ocasiones se han hecho algunas excepciones, como por ejemplo en el caso de las obras inéditas. Generalmente se requiere una legislación especial que otorgue derechos de autor perpetuos a una obra específica.
En muchos países los derechos morales pueden estar cubiertos por la ley de derechos de autor e incluso pueden durar perpetuamente.

## Filosofía de derechos de autor
El argumento filosófico básico sostenido por los proponentes del derecho de autor perpetuo parte de la idea que los derechos de propiedad intelectual son muy similares a otros derechos de propiedad, como por ejemplo aquellos asociados con los bienes materiales. Algunos defensores de ello, como Mark Twain  y Jack Valenti  han declarado que los poseedores de la propiedad intelectual deberían tener el mismo derecho perpetuo a preservar y legar esta propiedad a sus descendientes que el que ya poseen los propietarios de bienes materiales. Jonathan Zittrain, codirector del profesorado del Centro Berkman para Internet y Sociedad, utilizó este argumento acompañado de la siguiente analogía: "No tiene sentido imaginar que alguien, después de un período de tiempo, entra, coge tu alfombra o tu silla y dice: ' Lo siento, tu propiedad expiró'." 
En un artículo de opinión publicado en The New York Times, su autor, Mark Helprin argumenta que no es justo para un Gobierno despojar a los propietarios de los derechos de autor de sus derechos exclusivos después de un período de tiempo establecido.  También escribe que la expiración de los derechos de autor supone una transferencia de poder de los propietarios privados de derechos de autor a las corporaciones:

"'Liberar' una obra literaria al dominio público supone un menor beneficio público que una transferencia del poder desde las familias de los escritores americanos a los ejecutivos y accionistas de negocios variados, quienes continuarán con el beneficio desde, por ejemplo, "The Garden Party (colección de pequeños relatos)", mientras que los descendientes de Katherine Mansfield no lo harán."

Los llamamiento continuos en favor de los derechos de autor perpetuos han sido criticados ampliamente. Lawrence Lessig organizó una respuesta comunitaria a la editorial de Helprin.  Public Knowledge por su parte, publicó una respuesta en la que se sostenía que la expiración de los derechos de autor supone en última instancia un beneficio para la sociedad.  Además, establece una distinción entre los derechos de propiedad intelectual y los derechos asociados a las posesiones materiales; estos últimos "son escasos y rivales: no pueden crearse de nuevo y sólo un número escaso de personas puede ocupar y utilizar un espacio en un momento dado. Por otro lado, las obras protegidas por derechos de autor no son escasas ni rivales: los libros se crean de nuevo, por autores concretos, y pueden ser leídos por cinco millones de personas con la misma facilidad que por cinco docenas, sin prohibir a ninguna de ellas, ni al autor, de la capacidad de utilizar la obra". Los críticos afirman además que la expiración de los derechos de autor no priva a los herederos de un creador del derecho a seguir apreciando y utilizando las obras de ese creador como si un gobierno hubiese confiscado legalmente sus posesiones físicas tras un período de tiempo preestablecido. Se concede a toda la sociedad el mismo derecho a apreciar y a explotar la propiedad que anteriormente estaba bajo el control exclusivo de una sola familia o de una entidad corporativa. Este potencial más amplio para el aprovechamiento creativo de obras que antes estaban bajo el control único de un titular de derechos de autor supone un fomento del aprendizaje.  Public Knowledge y algunos otros críticos sostienen que los derechos de autor ya suponen una compensación a los creadores de propiedad intelectual. Además, se ha afirmado que los derechos de autor no deberían convertirse en un sistema de bienestar utilizado para favorecer económicamente a los descendientes remotos que por algún casual entran en posesión de un valioso derecho de autor a través de la lotería del nacimiento, y que la sociedad es una "heredera importante" de aquellas obras que se encuentran protegidas por los derechos de autor. 
Los críticos del derecho de autor perpetuo también destacan el hecho de que la actividad creativa muchas veces implica la creación de obras derivadas que bien reformulan o bien se basan en el material anterior. En el caso de que este material anterior tuviese derechos de autor permanentes, sus respectivos titulares de derechos de autor tendrían el derecho indefinido de licenciar su propiedad intelectual o negar su uso como mejor les parezca. Si a las partes interesadas se les negase el permiso o no pudiesen pagar los derechos de licencia, muchas nuevas obras derivadas no podrían producirse. Además, cuanto más tiempo persisten los derechos de autor, cae en la categoría de obras huérfanas una mayor cantidad de material con derechos de autor.  Cualquiera que desee producir obras derivadas inspiradas en obras huérfanas se arriesga a infringir los derechos de autor en el caso de que los titulares de los derechos de autor se presentasen en algún momento posterior para hacer valer sus derechos. Es por ello que los derechos de autor perpetuos crearían un importante desincentivo para la creación de nuevas obras tanto literarias como artísticas basadas en material más antiguo.

## Batalla de los libreros
En el momento en el que la duración de los derechos de autor anticipados por el Estatuto de Ana (1710) (el primer estatuto de derechos de autor), empezaron a expirar su validez hacia 1731, los libreros de Londres comenzaron una lucha por proteger su posición dominante con la solicitud de medidas cautelares del Tribunal de Cancillería para las obras de autores que no se encontraban incluidas bajo la protección del Estatuto de Ana. Mientras tanto, los libreros de Londres ejercieron presión al Parlamento con el objetivo de que ampliase la duración de los derechos de autor previstos por el Estatuto de Ana. Finalmente, en un caso conocido como Midwinter v Hamilton (1743-1748), los libreros de Londres se acogieron al derecho anglosajón y dieron comienzo a un período de 30 años conocido como la batalla de los libreros . La batalla de los libreros vio a los libreros de Londres chocar frontalmente con el emergente comercio del libro escocés por el derecho a reimprimir obras que en ese momento quedaban fuera del amparo del Estatuto de Ana. Los libreros escoceses sostenían que no existían derechos de autor de derecho anglosajón sobre la obra de un autor. Los libreros de Londres, por otro lado, argumentaron que el Estatuto de Ana sólo complementaba y apoyaba un derecho de autor de derecho anglosajón ya existente. La disputa se discutió en varios casos notables, como por ejemplo Millar contra Kincaid (1749-1751) y Tonson contra Collins (1761-1762).  Como consecuencia, se desató un debate sobre si se podían poseer las ideas impresas y los libreros londinenses y otros partidarios del derecho de autor perpetuo argumentaron que sin él dejaría de existir la erudición y que los autores no tendrían incentivo alguno para poder seguir creando obras de valor duradero si no podían legar los derechos de propiedad a sus herederos. Aquellos que se oponían al derecho de autor perpetuo lo hacían argumentando que equivalía a un monopolio, que aumentaba el precio de los libros, haciéndolos menos asequibles y, como consecuencia, impedía la difusión de las ideas de la Ilustración. Los libreros de Londres fueron violentados por utilizar los derechos de autor con la finalidad de enmascarar su codicia y su interés en controlar el comercio del libro.  
Cuando llegó a la Cámara de los Lores en 1774  el caso Donaldson contra Beckett, Lord Camden resultó muy estridente debido a su denegación de los derechos de autor del derecho anglosajón, alertando a los Lores que si votaban a favor de ello, "todo nuestro aprendizaje será encerrado en manos de los Lintot y los Tonsons de la época". Además, les avisó que los libreros pondrían a los libros el precio que desearan "hasta que el público se convirtiese en su esclavo, al igual que lo son sus propios compiladores de alquiler". Declaró además que "la ciencia y el conocimiento no son cosas que deban atarse con cadenas de telarañas".  La Cámara de los Lores, en su fallo, implantó que los derechos de autor eran una "criatura de la ley" y que las responsabilidades y derechos en el ámbito de los derechos de autor se encontraban definidos por la legislación.  Al ser confirmado que la duración de los derechos de autor (es decir, el período de tiempo que una obra está protegida por derechos de autor) expiró según el estatuto, los Lores también confirmaron el dominio público. El fallo Donaldson v Beckett confirmó que una gran cantidad de obras y libros que fueron publicados en Gran Bretaña por primera vez eran de dominio público, bien sea porque el plazo de copyright otorgado por ley había expirado o bien debido a que se publicaron por primera vez antes de la promulgación del Estatuto de Ana en el año 1709. Esto expandió el mercado para reimpresiones baratas de obras de algunos autores como John Milton, Geoffrey Chaucer o William Shakespeare, entre otros, hasta el momento consideradas obras clásicas. La expansión del dominio público de los libros rompió el control de los libreros de Londres y posibilitó la entrada de la competencia, triplicándose así el número de libreros y editores de la ciudad de Londres, de 111 a 308 entre los años 1772 y 1802.  A pesar de ello, los reclamos por derechos de autor perpetuos continuaron en Francia y Gran Bretaña hasta mediados del siglo XIX. 

### Derechos de autor de derecho anglosajón
Después del suceso Donaldson contra Beckett, prosiguió la discrepancia acerca de si la Cámara de los Lores aseguró la presencia de derechos de autor del derecho anglosajón antes de que fuesen reemplazados por el Estatuto de Ana. Los Lores siempre se habían mostrado reacios a que los libreros tuviesen el monopolio y eran plenamente conscientes de cómo la doctrina del derecho de autor del derecho anglosajón, suscitada principalmente por los libreros, se empleaba como un respaldo en sus argumentos a favor de un derecho de autor perpetuo. Los Lores votaron en contra del derecho de autor perpetuo,  aunque finalmente se logró alcanzar un acuerdo por el cual los autores tenían un derecho de autor preexistente en el derecho anglosajón sobre su obra, pero que con el Estatuto de Ana, el Parlamento había limitado estos derechos naturales con el fin de lograr un equilibrio más adecuado entre el bien social en general y los intereses del autor.  Según Patterson y Livingston, desde aquel momento sigue existiendo confusión acerca de la verdadera naturaleza del derecho de autor. Los derechos de autor han pasado a considerarse tanto una concesión legal de un monopolio limitado como un derecho natural del autor. Existe una teoría que sostiene que el origen de los derechos de autor tiene lugar en el momento de la creación de una obra, mientras que otra sostiene que su origen existe sólo a través del estatuto de derechos de autor.  En 1834, la Corte Suprema de Estados Unidos falló en Wheaton contra Peters, un caso parecido al británico Donaldson contra Beckett del año 1774, que si bien el autor de una obra inédita tenía un derecho de derecho anglosajón a controlar la primera publicación de dicha obra, no tendría un derecho de derecho anglosajón a controlar la reproducción posterior a la primera publicación de la misma obra.  

## Reino Unido
La Ley de Derecho de Autor de 1775 implantó un tipo de derecho de autor perpetuo que permitía a "las Cuatro Universidades de Escocia, las Dos Universidades de Inglaterra y las diversas universidades de Westminster, Eton y Winchester conservar sus derechos de copia sobre los libros legados o entregados a dichas facultades y universidades para el progreso del aprendizaje útil y otros fines de la educación a perpetuidad".  La totalidad de las disposiciones que conceden derechos de autor a perpetuidad fueron derogadas por la Ley de Derechos de Autor, Diseños y Patentes de 1988, aunque de acuerdo a algunos acuerdos pasajeros, estos derechos no expirarán por completo hasta el año 2039.  Por otro lado, la Corona preserva los derechos bajo la prerrogativa real de regular la impresión de la Versión Autorizada de la Biblia y del Libro de Oración Común .
La obra Peter Pan, escrita por J. M. Barrie en el año 1904, aunque no posee derechos de autor, está protegida por una legislación especial que otorga el derecho a recibir regalías a perpetuidad al Great Ormond Street Hospital. Concretamente, la Ley de Derechos de Autor, Diseños y Patentes de 1988 establece que los fideicomisarios del hospital tienen derecho a una regalía con respecto a cualquier publicación comercial, representación pública o comunicación al público de la totalidad, de una parte de [la obra] o bien de una adaptación de ello."  Esta ley no se aplica a obras anteriores que presentan al personaje de Peter Pan, como por ejemplo El pajarito blanco y Peter Pan en los jardines de Kensington .

## Estados Unidos
En Estados Unidos, los derechos de autor perpetuos están vetados por su Constitución, que sostiene que deben tener un tiempo limitado. Sin embargo, no se especifica la duración de ese período de tiempo ni se impone restricción alguna acerca del número de veces que puede ser prorrogado. De hecho, desde que la Ley de Derechos de Autor fuese promulgada en 1790, el Congreso ha realizado una extensión sucesiva de la duración de los derechos de autor en cuatro ocasiones, siempre ampliando a posteriori los plazos de los derechos de autor que todavía se encontraban en vigor. Tras la promulgación de la Ley de extensión del plazo de los derechos de autor en 1998, una coalición de demandantes encabezados por el editor Eric Eldred sostuvieron que esta ley y una extensión previa de la duración de los derechos de autor que tuvo lugar en la década de 1970 habían creado de facto un "derecho de autor perpetuo sobre el plan de pagos". Este argumento fue despreciado por la Corte Suprema de Estados Unidos en Eldred v. Ashcroft, que mantuvo que no existía un límite en cuanto al número de veces que el Congreso puede extender el plazo de los derechos de autor, respetando siempre que el plazo ampliado siga siendo finito en el momento de la extensión. 
El derecho anglosajón y el derecho estatal habían concedido derechos de autor perpetuos en algunas circunstancias especiales que no estaban contempladas por la Ley Federal de Derechos de Autor. Las grabaciones sonoras efectuadas antes de 1972 se encontraban bajo la potestad de las leyes estatales de derechos de autor  que brindaban protección perpetua del derecho anglosajón.  Dichas leyes fueron sustituidas posteriormente por la Ley Hatch-Goodlatte. Antes del 1 de enero de 1978, cuando entró en vigor la Ley de Derecho de Autor de 1976, las obras inéditas estaban amparadas por el derecho anglosajón, que reconocía el derecho de autor perpetuo sobre estas obras mientras permanecieran inéditas.  La Ley de Propiedad Intelectual de 1976 ejerció por primera vez la jurisdicción federal sobre las obras no publicadas y se asignó a todos los derechos de autor de estas obras un plazo fijo aunque permanecieran inéditas.
En el caso Golan v. Holder (2012), la Corte Suprema dictaminó que el Congreso podía liberar, sin violar la Constitución, obras del dominio público para que puedan ser sometidas nuevamente a la protección de los derechos de autor.

## Singapur
De acuerdo con el artículo 197 de la Ley de Derecho de Autor, aquellas obras gubernamentales tanto literarias, como dramáticas o musicales inéditas estarán sujetas a derechos de autor perpetuos, pero una vez sean publicadas, tendrán derechos de autor durante 70 años tras su publicación. 

## Portugal
Entre 1851 y 1867 y entre 1927 y 1966, Portugal reconoció los derechos de autor como perpetuos. 

## Antigua Unión Soviética
En la antigua Unión Soviética, de acuerdo a los Fundamentos de 1961, los derechos de autor sostenidos por las entidades jurídicas, como las empresas, eran definidos como perpetuos; si se producía una reorganización en la empresa, su entidad sucesora legal se haría cargo de los derechos de autor, y si una empresa dejaba de existir, los derechos de autor pasaban al Estado. 